# Plessenteich
Der Plessenteich ist ein etwa 26 ha großer renaturierter Baggersee auf dem Gebiet der Neu-Ulmer Stadtteile Reutti und Gerlenhofen, der sich unter der Pflege der lokalen Naturschutzgruppe Gerlenhofener Arbeitskreis Umweltschutz (GAU) — Schutzgemeinschaft für den Neu-Ulmer Lebensraum e.V. zu einem wichtigen Brut- und Rastgebiet für bedrohte Vogelarten entwickelt hat.

## Geschichte
Der Kiesabbau am späteren Plessenteich war nur unter der Auflage genehmigt worden, dass das Areal nach dem Ende der Nutzung renaturiert würde. Gerlenhofener Bürger, die Pläne für eine Verlängerung und Ausweitung der wirtschaftlichen Nutzung ablehnten, gründeten 1979 den Gerlenhofener Arbeitskreis Umweltschutz (GAU). Der Widerstand in der Bevölkerung brachte den Neu-Ulmer Stadtrat dazu, der Ausweitung der Nutzungsrechte am Plessenteich nicht zuzustimmen. Vier Jahre später (1984) wurde von ihm das GAU-Konzept für den Plessenteich übernommen, das eine Vergrößerung der Abbaufläche um 10 ha bei gleichzeitiger Rekultivierung des nicht mehr genutzten Geländes vorsah. Das Landratsamt Neu-Ulm stimmte den Plänen im darauffolgenden Jahr zu. Im Jahr 2003 erwarb der GAU schließlich den See für 215.000 Euro. Seitdem wurden umfangreiche Pflege- und Gestaltungsmaßnahmen durchgeführt: Flachwasserzonen angelegt, Teile des Geländes entbuscht, andere neu bepflanzt, Brutflöße zu Wasser gelassen und mehrere Beobachtungsstellen, darunter ein einstöckiger Turm, geschaffen. Ein Teil des Plessenteich-Geländes wurde als Ausgleichsmaßnahme für die Erweiterung des EvoBus-Standortes Neu-Ulm angelegt. Insgesamt ist das Gelände inzwischen 30 ha groß.

## Schutz- und Pflegekonzept

### Schutzstatus
Der Plessenteich ist Teil des FFH-Gebietes 7726-371: "Untere Illerauen" und des Europäischen Vogelschutzgebietes 7428-471 "Donauauen".

### Biotopverbund
Der Gerlenhofener Arbeitskreis Umweltschutz (GAU) sieht den Plessenteich als einen wichtigen Bestandteil seiner Pläne an, die Auwälder an der Iller durch ein Netz von Biotopen mit den Donauauen östlich von Ulm zu verbinden.

### Pflegekonzept
Um eine möglichst hohe Artenvielfalt auf kleinem Raum zu ermöglichen, greift der GAU mit umfangreichen Pflegemaßnahmen in die natürliche Entwicklung des Geländes ein. So wird versucht, Kies- und Wiesenflächen durch Mähen und Grubbern vor der Verbuschung zu bewahren, um Bodenbrüter zum Nestbau anzuregen. Mit Kies bedeckte Flöße sollen Schotterbänke, wie sie an naturbelassenen Fließgewässern vorkommen, künstliche Sandsteilwände Abbruchkanten ersetzen.
Ein großer Teil des Sees am Südufer ist für Badegäste freigegeben. Im Wasser markieren Holzbarrieren den Badebereich.

## Die Vogelwelt am Plessenteich

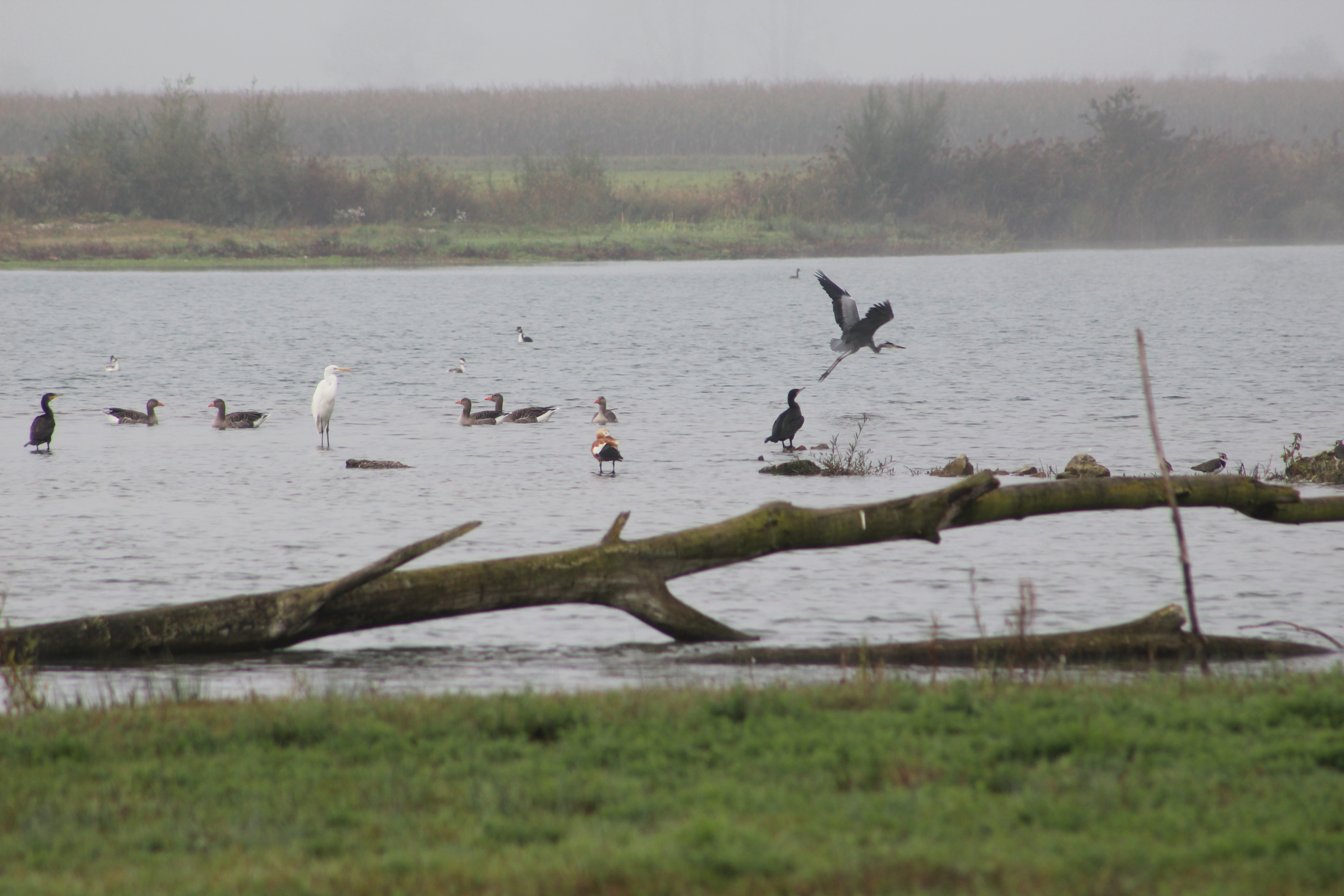
Szene am Plessenteich: Zwischen Graugänsen sind ein Silberreiher, Kormorane, eine Rostgans und ein Graureiher, dahinter mehrere Haubentaucher, ganz rechts eine Bekassine (halbverdeckt) und ein Kiebitz zu sehen

Am Plessenteich sind bisher über 230 verschiedene Vogelarten beobachtet worden. Regelmäßige Bruten von Drosselrohrsängern, Lachmöwen, Flussseeschwalben, Flussregenpfeifern und Kiebitzen werden vom GAU als Erfolge gewertet. Eisvögel sind ganzjährig anzutreffen, haben aber wohl noch nicht dort gebrütet. Jährlich wiederkehrende Durchzügler sind unter anderem Krickente, Kolbenente, Schnatterente, Rostgans, Silberreiher und Bekassine.